# Piptoporus
Piptoporus P. Karst. (białoporek) – rodzaj grzybów z rodziny pniarkowatych (Fomitopsidaceae).

## Charakterystyka
Nadrzewne grzyby saprotroficzne wytwarzające jednoroczne owocniki. Owocniki zbudowane są z kapelusza bokiem przyrośniętego do podłoża i czasami także krótkiego trzonu. Kapelusz jest pokryty gładką skórką, hymenofor rurkowy, jednowarstwowy. Miąższ owocników jest jasnej barwy, a zarodniki bezbarwne.

## Systematyka i nazewnictwo
Pozycja w klasyfikacji według Index Fungorum: Fomitopsidaceae, Polyporales, Incertae sedis, Agaricomycetes, Agaricomycotina, Basidiomycota, Fungi.
Synonimy naukowe: Placoderma (Ricken) Ulbr., Placodes sect. Placoderma Ricken, Ungularia Lázaro Ibiza.
Polską nazwę podał Władysław Wojewoda w 1999 r. W polskim piśmiennictwie mykologicznym należące do tego rodzaju gatunki opisywane były także jako huba, żagiew lub porek.
Po aktualizacji przez Index Fungorum taksonomii w obrębie rodziny pniarkowatych, w 2018 r. w rodzaju Piptoporus ostał się tylko jeden gatunek.

## Gatunki
- Piptoporus roseovinaceus Choeyklin, T. Hatt. & E.B.G. Jones 2009

Wśród gatunków występujących w Polsce do rodzaju Piptoporus zaliczano dawniej Piptoporus betulinus (Bull.) P. Karst. 1881 (obecnie pniarek brzozowy Fomitopsis betulina).